# František Václav Lobkowicz
František Václav Lobkowicz (Plzeň, 5 gennaio 1948 – Ostrava, 17 febbraio 2022) è stato un vescovo cattolico ceco, dal 30 maggio 1996 fino alla morte vescovo di Ostrava-Opava.

## Biografia
Nacque a Plzeň, il 5 gennaio 1948, discendente del casato aristocratico dei Principi di Lobkowicz.
Studiò alla facoltà teologica "Santi Cirillo e Metodio" e alla facoltà teologica a Innsbruck.
Fu ordinato presbitero il 15 agosto 1972 dal cardinale František Tomášek.
Entrò nei Canonici regolari premostratensi nel 1968. Fu cappellano a Frýdek, Jablunkov, Český Těšín e parroco a Mariánské Hory (Ostrava).
Il 17 marzo 1990 fu nominato da papa Giovanni Paolo II vescovo titolare di Catabo Castra ed ausiliare di Praga.
Ricevette l'ordinazione episcopale il 7 aprile 1990 dal cardinale František Tomášek.
Il 30 maggio 1996 fu nominato da papa Giovanni Paolo II vescovo di Ostrava-Opava.
Morì a Ostrava il 17 febbraio 2022 all'età di 74 anni.

## Genealogia episcopale e successione apostolica
La genealogia episcopale è:
- Cardinale Scipione Rebiba
- Cardinale Giulio Antonio Santori
- Cardinale Girolamo Bernerio, O.P.
- Arcivescovo Galeazzo Sanvitale
- Cardinale Ludovico Ludovisi
- Cardinale Luigi Caetani
- Cardinale Ulderico Carpegna
- Cardinale Paluzzo Paluzzi Altieri degli Albertoni
- Papa Benedetto XIII
- Papa Benedetto XIV
- Papa Clemente XIII
- Cardinale Marcantonio Colonna
- Cardinale Giacinto Sigismondo Gerdil, B.
- Cardinale Giulio Maria della Somaglia
- Cardinale Carlo Odescalchi, S.I.
- Cardinale Costantino Patrizi Naro
- Cardinale Lucido Maria Parocchi
- Papa Pio X
- Papa Benedetto XV
- Papa Pio XII
- Arcivescovo Saverio Ritter
- Cardinale Josef Beran
- Arcivescovo Josef Karel Matocha
- Cardinale František Tomášek
- Vescovo František Václav Lobkowicz, O. Praem.

La successione apostolica è:
- Vescovo Martin David (2017)

## Ascendenza
|                                           |                                                 |                                          | Genitori                                               |  |  | Nonni |  |  | Bisnonni            |  |  | Trisnonni                   |  |
|                                           |                                                 |                                          |                                                        |  |  |       |  |  | František Lobkowicz |  |  | Jan Nepomuk Karel Lobkowicz |  |
|                                           |                                                 |                                          |                                                        |  |  |       |  |  | František Lobkowicz |  |  | Jan Nepomuk Karel Lobkowicz |  |
|                                           |                                                 | Karolínou z Vrbna a Bruntálu             |                                                        |  |  |       |  |  | František Lobkowicz |  |  |                             |  |
| Jaroslav Lobkowicz                        |                                                 |                                          |                                                        |  |  |       |  |  | František Lobkowicz |  |  |                             |  |
|                                           |                                                 | Kunhuta ze Šternberka                    | Zdeňka ze Šternberka                                   |  |  |       |  |  |                     |  |  |                             |  |
|                                           |                                                 | Kunhuta ze Šternberka                    | Zdeňka ze Šternberka                                   |  |  |       |  |  |                     |  |  |                             |  |
|                                           |                                                 | Kunhuta ze Šternberka                    | Marie Žofie Stadionové                                 |  |  |       |  |  |                     |  |  |                             |  |
| Jaroslav Claude Lobkowicz                 |                                                 | Kunhuta ze Šternberka                    |                                                        |  |  |       |  |  |                     |  |  |                             |  |
|                                           |                                                 | Friedrich von Beaufort-Spontin           | Karl Alfred Herzog von Beaufort-Spontin                |  |  |       |  |  |                     |  |  |                             |  |
|                                           |                                                 | Friedrich von Beaufort-Spontin           | Karl Alfred Herzog von Beaufort-Spontin                |  |  |       |  |  |                     |  |  |                             |  |
|                                           |                                                 | Friedrich von Beaufort-Spontin           | Pauline de Forbin                                      |  |  |       |  |  |                     |  |  |                             |  |
| Marie Therese von Beaufort-Spontin        |                                                 | Friedrich von Beaufort-Spontin           |                                                        |  |  |       |  |  |                     |  |  |                             |  |
|                                           |                                                 | Marie Melanie de Ligne                   | Henri Maximilian Joseph Charles Louis Lamoral de Ligne |  |  |       |  |  |                     |  |  |                             |  |
|                                           |                                                 | Marie Melanie de Ligne                   | Henri Maximilian Joseph Charles Louis Lamoral de Ligne |  |  |       |  |  |                     |  |  |                             |  |
|                                           |                                                 | Marie Melanie de Ligne                   | Marguerite de Talleyrand-Périgord                      |  |  |       |  |  |                     |  |  |                             |  |
| František Václav Lobkowicz                |                                                 | Marie Melanie de Ligne                   |                                                        |  |  |       |  |  |                     |  |  |                             |  |
|                                           | Klemens August von Korff-Schmising-Kerssenbrock | Klemens von Korff-Schmising-Kerssenbrock |                                                        |  |  |       |  |  |                     |  |  |                             |  |
|                                           | Klemens August von Korff-Schmising-Kerssenbrock | Klemens von Korff-Schmising-Kerssenbrock |                                                        |  |  |       |  |  |                     |  |  |                             |  |
|                                           | Klemens August von Korff-Schmising-Kerssenbrock | Karoline von Fürstenberg-Herdringen      |                                                        |  |  |       |  |  |                     |  |  |                             |  |
| Klemens von Korff-Schmising-Kerssenbrock  | Klemens August von Korff-Schmising-Kerssenbrock |                                          |                                                        |  |  |       |  |  |                     |  |  |                             |  |
|                                           |                                                 | Theresia Lazansky von Bukowa             | Prokop Udalrich Aloys Lazansky von Bukowa              |  |  |       |  |  |                     |  |  |                             |  |
|                                           |                                                 | Theresia Lazansky von Bukowa             | Prokop Udalrich Aloys Lazansky von Bukowa              |  |  |       |  |  |                     |  |  |                             |  |
|                                           |                                                 | Theresia Lazansky von Bukowa             | Sidonia Lazansky von Hoyos zu Stichsenstein            |  |  |       |  |  |                     |  |  |                             |  |
| Gabriela von Korff-Schmising-Kerssenbrock |                                                 | Theresia Lazansky von Bukowa             |                                                        |  |  |       |  |  |                     |  |  |                             |  |
|                                           |                                                 | Emanuel von Waldstein-Wartenberg         | Adam Emanuel von Waldstein-Wartenberg                  |  |  |       |  |  |                     |  |  |                             |  |
|                                           |                                                 | Emanuel von Waldstein-Wartenberg         | Adam Emanuel von Waldstein-Wartenberg                  |  |  |       |  |  |                     |  |  |                             |  |
|                                           |                                                 | Emanuel von Waldstein-Wartenberg         | Karoline von Khevenhüller-Metsch                       |  |  |       |  |  |                     |  |  |                             |  |
| Marianne von Waldstein-Wartenberg         |                                                 | Emanuel von Waldstein-Wartenberg         |                                                        |  |  |       |  |  |                     |  |  |                             |  |
|                                           |                                                 | Maria Anna von Bylandt zu Rheydt         | Arthur Maximilian Adrian von Bylandt zu Rheydt         |  |  |       |  |  |                     |  |  |                             |  |
|                                           |                                                 | Maria Anna von Bylandt zu Rheydt         | Arthur Maximilian Adrian von Bylandt zu Rheydt         |  |  |       |  |  |                     |  |  |                             |  |
|                                           |                                                 | Maria Anna von Bylandt zu Rheydt         | Maria Anna von Harbuval et Chamare                     |  |  |       |  |  |                     |  |  |                             |  |
|                                           |                                                 | Maria Anna von Bylandt zu Rheydt         |                                                        |  |  |       |  |  |                     |  |  |                             |  |